# Château de Veuzac
Le château de Veuzac est situé au village de ce nom près de Villefranche-de-Rouergue dans l'Aveyron. 
Il ne doit pas être confondu avec le  château de Venzac en Carladez.

## Descriptions
Donjon isolé composé d'une tour carrée de cinq niveaux, couronnée de mâchicoulis, avec des fenêtres à meneaux, et d'une tour escalier ronde accolée. À côté se trouvent d'importants bâtiments de communs qui ont été utilisées par une congrégation religieuse.
Le donjon de Veuzac est le seul reste du château des Morlhon restauré au XVIIe
L'ancien archiviste de l'Aveyron, Louis Lempereur, rapprochait le château de Bournazel et celui de Veuzac, près de Villefranche-de-Rouergue, datant en grande partie de la même époque et en grande partie de la fin du gothique, où on observait le couronnement d'oves d'une tour et une colonne dorique surmontée de son entablement.

## Histoire
Château de l'ancienne branche de la famille de Morlhon établie à Villefranche-de-Rouergue, les Morlhon-Veuzac. L'autre étant celle de Sanvensa
En 1256, ce château passe des seigneurs de Morlhon aux évêques de Rodez, et, quoique changeant de maître il ne change pas de nom. Vivian, évêque de Rodez, possesseur du château de Veuzac, placé dans une plaine et peu fortifié, et le seigneur de Morlhon, dont le château était imprenable, firent un échange moyennant 12000 livres rodanaises;
Déclaration de l'hommage de Pons de Morlion, écuyer, seigneur d'Asprières et de Veuzac, pour son château de Veuzac, près Ville-franche et autres fiefs, en la sénéchaussée de Rouergue. Amiens, 31 janvier 1539 (Collection des ordonnances de François Ier).
En 1789, le château de Veuzac appartenait à M. Jean-Claude Granier, dit Granier de Veuzac, correcteur à la cour des comptes de Montpellier. Tiers-Etat, et sous le nom de Granier de Veuzac, que Jean-Claude Granier fut, de 1779 à 1789, membre de l'Assemblée Provinciale de Haute-Guyenne et de sa célèbre Commission Intermédiaire. Il était qualifié de noble, seigneur de Veuzac et Saillac, et fut présent à l'assemblée primaire de la noblesse du Rouergue